# 安德烈亚·明古齐
安德烈亚·明古齐（1982年2月1日—）生于圣彼得罗-泰尔梅堡，意大利男子摔跤运动员。曾参加2004年雅典奥运和2008年北京奥运，其中在2008年北京奥运期间收获了男子古典式84公斤级项目的金牌。